# هانز أجد
هانز أجد (بالبوكمول: Hans Egede)، من مواليد 31 يناير 1686 ، وُلد في هارستاد في النرويج ، وتوفي يوم 5 نوفمبر 1758 في فالستر في الدنمارك كان ينتمى للحركة التبشيرية اللوثرية النرويجية ، ودعا الرسول من جرينلاند ،وكان مترجم للغة الإسكيمو.
وكان المبشر على جزر افوتين عندما سمع قصص من استعمار جرينلاند من قبل الفايكنج.وكانت النرويج تحت السيادة الدنماركية في مايو 1721 ، عندما طلب هانز من ملك الدنمارك فريدريك الرابع إذن للذهاب بحثاً عن المستعمرة وإنشاء بعثة وزيارتها، على افتراض أنهم إما بقيت الكاثوليكية أو فقدت الإيمان. وافق الملك، ولا سيما من أجل استعادة السيادة الدنماركية أنحاء الجزيرة.
وصل أجد على الساحل الغربي يوم 3 يوليو، وقد مضت أكثر من 300 سنة حيث لم يتم التوصل إلى إى جديد عن جرينلاند في أوروبا كما لم يتم العثور على أي ناجين في المستوطنات الفايكنج السابق. ومع ذلك قال هانز انه وجد شعب لاسكيمو، وبدأ نشاطه التبشيري فيما بينهم. درس هانز أجد لغة الإسكيمو إلى جانب النصوص المسيحية وقامة بترجمتها، وهذا الأمر الذي تطلب بعض الخيال من جانبه.

## معرض صور

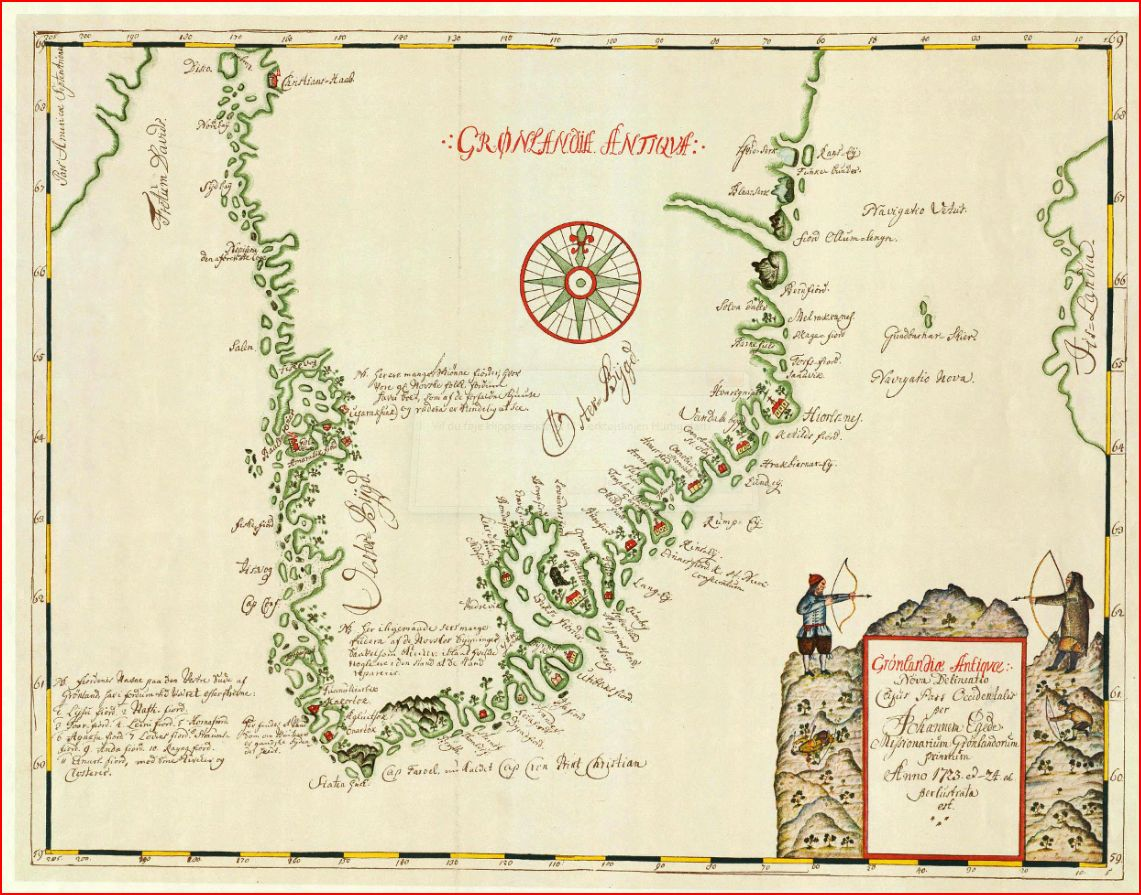
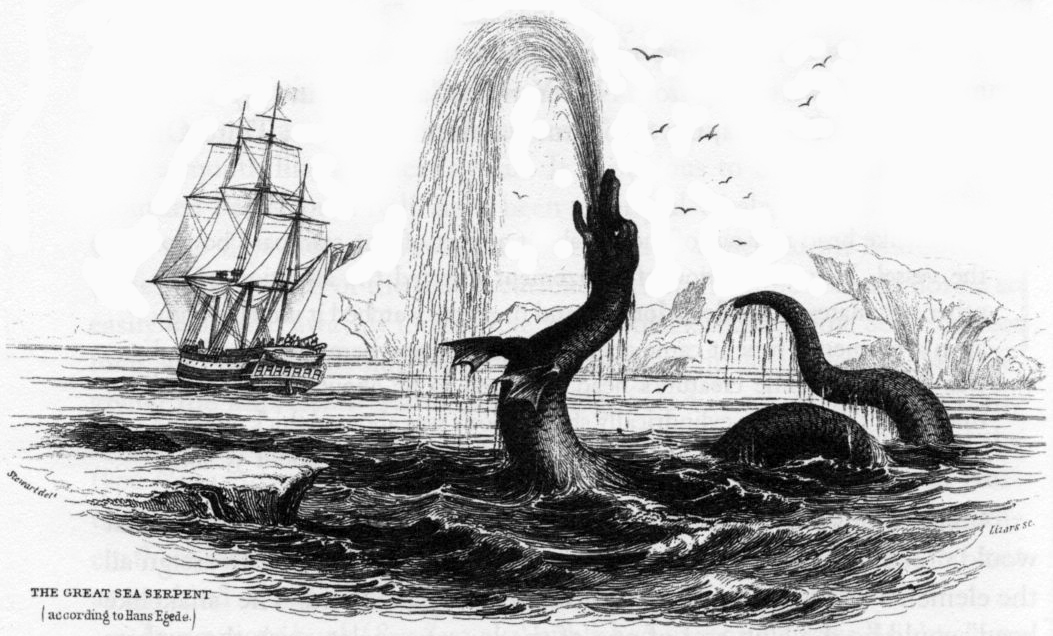
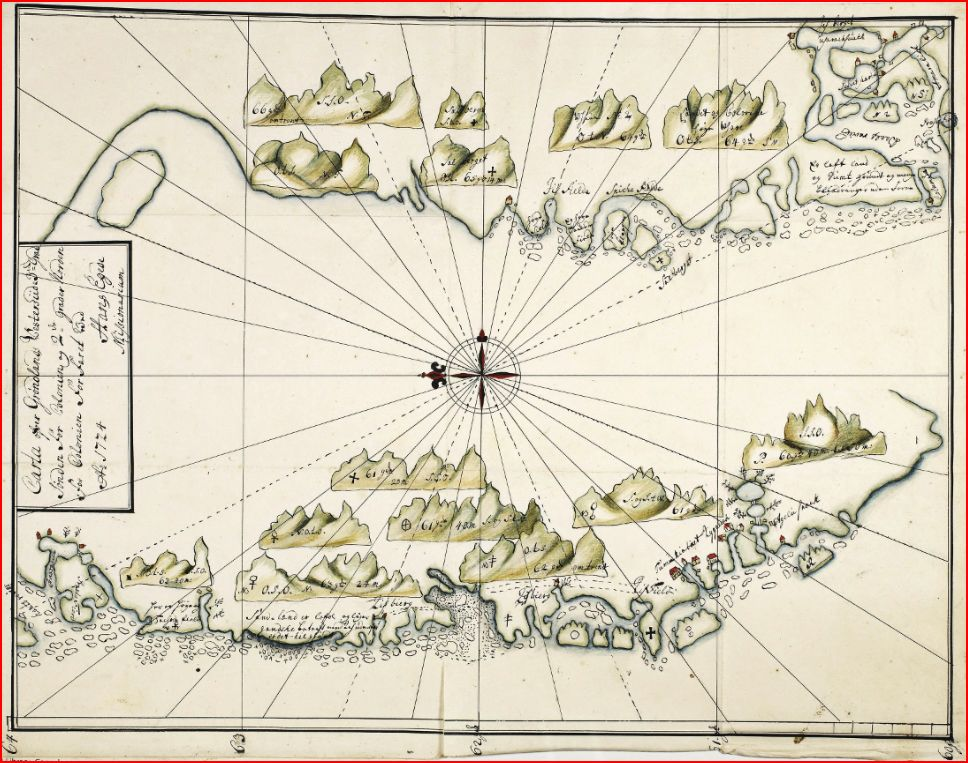
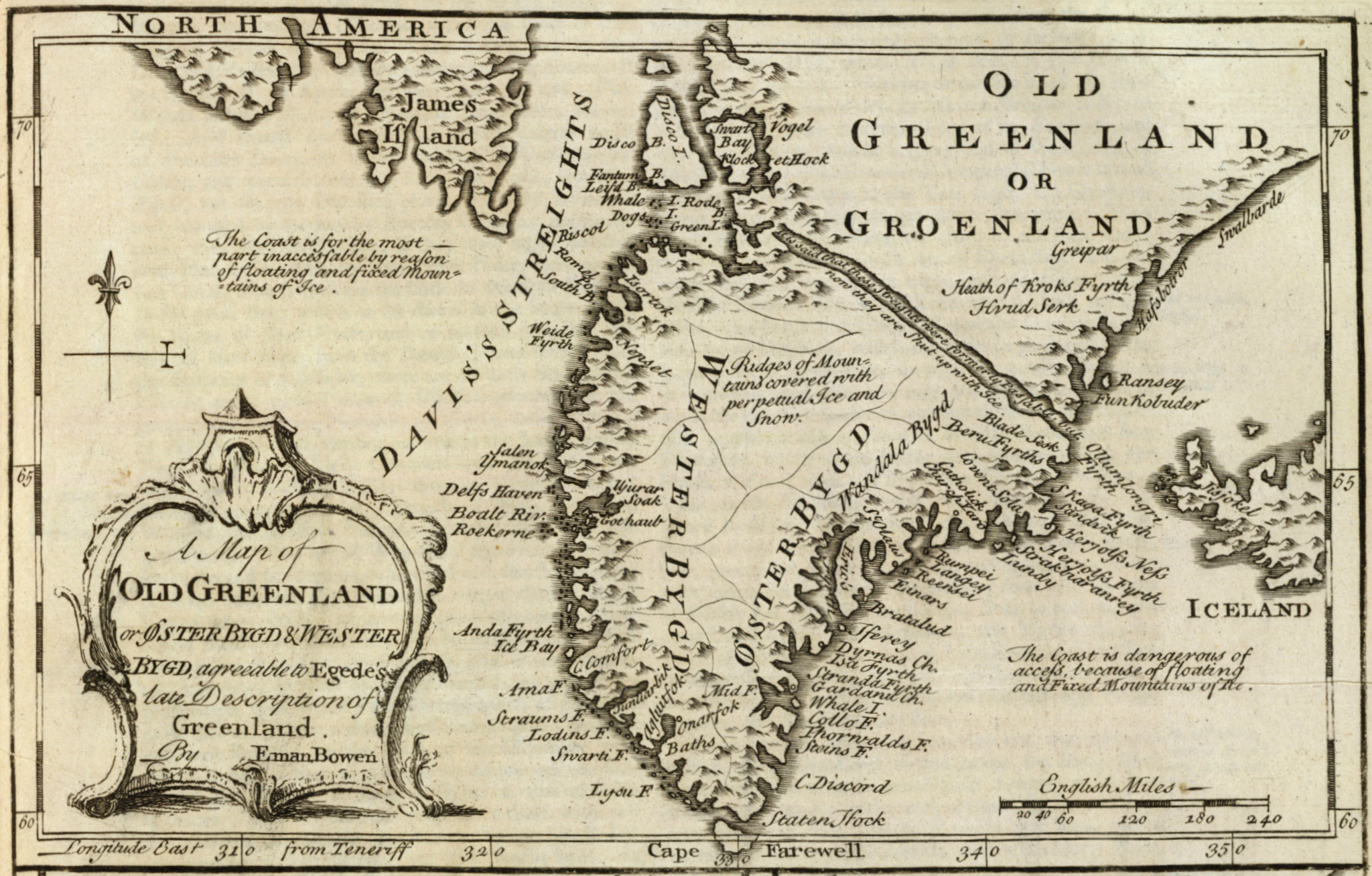
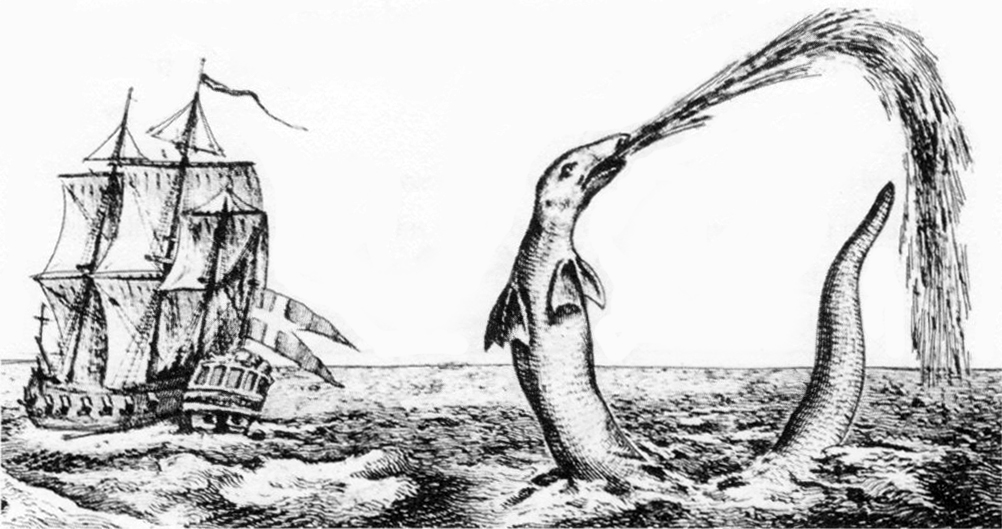
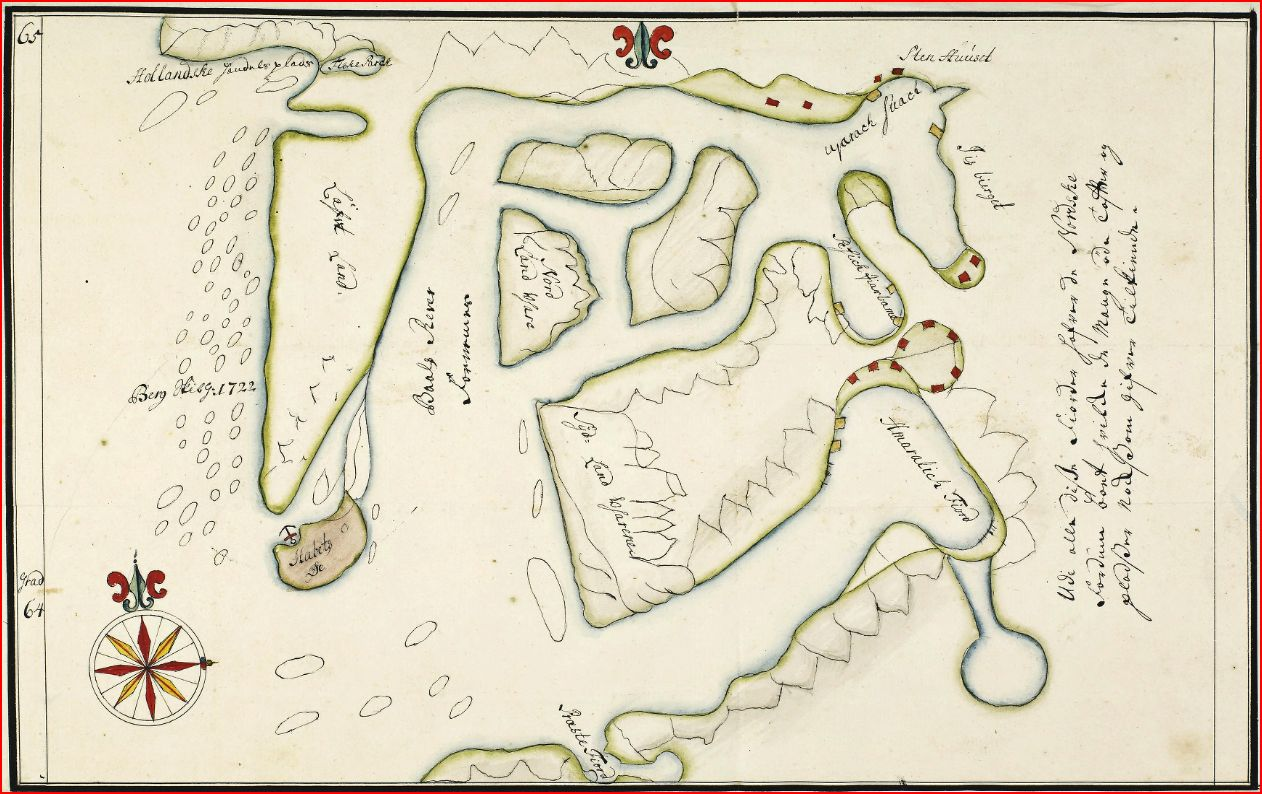

## روابط خارجية
- هانز أجد على موقع الموسوعة البريطانية (الإنجليزية)